# Opal (hop)
Opal is een hopvariëteit, gebruikt voor het brouwen van bier.
Deze hopvariëteit is een “aromahop”, bij het bierbrouwen voornamelijk gebruikt vanwege zijn aromatische eigenschappen. Oorspronkelijk uit Duitsland, geteeld in het Hopfenforschungszentrum Hüll te Wolnzach, Beieren.

## Kenmerken
- Alfazuur: 4 – 8%
- Bètazuur: 3,5 – 5,5%
- Eigenschappen: kruidig en toetsen van citrus